# Битва при Сан-Хасинто
Битва при Сан-Хасинто (англ. Battle of San Jacinto) — сражение у Сан-Хасинто (сейчас в округе Харрис, Техас) состоявшееся 21 апреля 1836 года и ставшее решающей битвой Техасской революции. Техасская армия, возглавляемая генералом Сэмом Хьюстоном, атаковала и разгромила мексиканские силы под командованием генерала Антонио Лопеса де Санта-Анны в битве, продолжавшейся всего 18 минут. Сотни мексиканских солдат были убиты или попали в плен, техасцы же потеряли убитыми всего девятерых.
Санта-Анна, президент Мексики, был захвачен на следующий день и содержался как военнопленный. Тремя неделями спустя он подписал мирные соглашения, по которым мексиканская армия должна была покинуть район, что подготовило почву для будущей независимости Техасской республики. В соглашениях не было специально отмечено о признании Техаса независимым государством, но они содержали условие, что Санта-Анна будет добиваться такого признания в Мехико. Сэм Хьюстон стал национальной знаменитостью, а боевой техасский клич «Помни Аламо!» и «Помни Голиад!» вошли в американскую историю и легенды.

## Предыстория
В ранние годы независимости Мексики многочисленные англо-американские иммигранты поселялись в мексиканском Техасе, бывшим частью штата Коауила и Техас. В 1835 году они подняли мятеж против мексиканского правительства президента Санта-Анны, после того, как он разорвал конституцию 1824 года, распустил мексиканский конгресс, законодательную власть и установил диктатуру. После захвата небольших мексиканских аванпостов и разгрома мексиканских гарнизонов техасцы сформировали временное правительство и провозгласили декларацию независимости.
Сотни добровольцев из Соединённых Штатов стекались в новообразованную республику, чтобы помочь колонистам добиться независимости. Из этих добровольцев были сформированы два полка регулярной техасской армии. Другие добровольцы (включая техасцев и теханос) также образовали несколько рот для защиты различных объектов, могущих стать целью мексиканской интервенции. Так, в битве при Сан-Хасинто участвовали кентуккийские стрелки, рота, которую привёл из Цинцинати и северного Кентукки Сидни Шерман. Они были единственными в техасских вооружённых силах, кто носил униформу. Остальные отряды носили лишь формальную форму (как новоорлеанские Серые — другая рота, образованная в Америке. Пребывая в рядах регулярной техасской армии, они сражались и погибли в битве за Аламо).
В 1836 году Санта-Анна лично повёл войско в 3000 — 3500 мексиканцев на подавление техасского мятежа. Сначала он вступил в Сан-Антонио-де-Бехар и 6 марта после 12-дневной осады уничтожил техасский гарнизон при штурме Аламо. На правом направлении мексиканского наступления генерал Хосе де Урреа разбил второй отряд техасцев у Голиада. Санта-Анна счёл сдавшихся ему людей бандитами и пиратами, и приказал расстрелять большинство (около 350 человек) из них, что и было выполнено 27 марта в Пальмовое воскресенье (Голиадская резня).
Главные техасские силы под командованием Хьюстона медленно отступали на восток. Президент Дэвид Бернет не был поклонником Хьюстона и считал, что он не способен развернуться и дать бой своим мексиканским преследователям. Несмотря на это, он часто посылал Хьюстону депеши с требованиями повернуть и сражаться. Опасаясь возможности внезапного и быстрого продвижения мексиканцев, Бернет и техасское правительство покинули Вашингтон-на-Бразосе, временную столицу Техаса, и поспешно направились к Мексиканскому заливу. Резиденция правительства была перенесена в Харрисбург (сейчас это окраина Хьюстона), позднее в Галвестон. В кильватере правительства двигались тысячи перепуганных колонистов, как техасцев, так и теханос, по дороге, позднее ставшей известной как Бедовая дорога (англ. Runaway Scrape).
Первоначально Хьюстон двигался к реке Сабин, границе Соединённых Штатов, где собиралась федеральная армия под командой генерала Гейнса Пендлтона для защиты Луизианы от возможного вторжения Санта-Анны после расправы с техасскими повстанцами. Однако Хьюстон вскоре повернул на юго-восток по направлению к Харрисбургу.
Санта-Анна преследовал Хьюстона. Он замыслил ловушку: три колонны мексиканцев должны были сойтись в точке расположения Хьюстона и разгромить его. Однако Санта-Анна отправил одну колонну на захват временного правительства, а вторую для защиты линии снабжения. Сам он возглавил оставшуюся колонну (около 900 человек), противостоящую Хьюстону. Санта-Анна настиг Хьюстона 19 апреля возле переправы у города Линчбурга. Он занял позицию у стечения рек Сан-Хасинто и Буффало-Байю. Тем временем Хьюстон разбил лагерь менее чем в километре от Санта-Анны на другой стороне поля.

## Планы сторон
Считая, что Хьюстон зажат в угол, Санта-Анна решил дать своей армии отдых 19 апреля, а 20 апреля двинуть войска в атаку. После прихода подкрепления в 500 человек под командой генерала Мартина Перфекто де Коса силы Санта-Анны составили приблизительно 1400 человек. Санта-Анна поставил де Коса и его людей на свой правый фланг у реки. Своё единственное оставшееся орудие (медную пушку под 12-фунтовые ядра) он поставил в центре. Также он возвёл баррикаду высотой в 5 футов (1,5 м) из ранцев и багажа для защиты пехоты. Кавалерию, состоящую из ветеранов, Санта-Анна поместил на левом фланге и ушёл составлять план завтрашней атаки.
Утром 21 апреля Хьюстон провёл военный совет, на котором большинство его офицеров высказались за ожидание атаки Санта-Анны. Однако он не согласился с их мнением, решив предпринять со своей армией в 900 человек внезапную атаку в этот же день. Он рассудил, что время на стороне Санта-Анны, который может собрать свою разбросанную армию. Это было рискованно, потому что мексиканцы стояли на равнине. При подходе техасская армия была уязвима для огня. Поэтому Хьюстон решил послать кавалерию в обход, а линию своей пехоты растянуть максимально тоньше. Несомненно, свою роль сыграла фатальная ошибка Санта-Анны, который на время полуденной сиесты не выставил часовых на посты вокруг лагеря и не выслал дозорных и разведчиков.
Дерзкий план генерала Хьюстона получил одобрение у военного министра Техаса Томаса Дж. Раска, который благодаря настойчивости президента Бернета догнал армию, чтобы помогать советами Хьюстону. В 3:30 пополудни генерал Хьюстон построил людей в боевые линии для предстоящей атаки. От мексиканских взоров их укрывали деревья и небольшой гребень горы. Им предстояло пересечь открытое поле между ними и мексиканской армией. Отсутствие дозорных со стороны Санта-Анны оказалось роковой ошибкой.

## Битва
21 апреля в 16:30 после донесения разведчика Глухого Смита о сожжении моста Винц (таким образом обе армии остались без путей отступления) главная техасская боевая линия двинулась вперёд. Флейтист заиграл популярную мелодию: «Придёшь ли ты в беседку, которую я построил для тебя». Генерал Хьюстон лично повёл пехоту, поставив 2-й полк добровольцев под командой полковника Сидни Шермана на левый фланг. За линией 2-полка следовал 1-й полк добровольцев под командой полковника Эдварда Берлесона. В центре порядка катились вперёд две небольшие медные гладкоствольные пушки (которых называли «сестры-близнецы») подаренные жителями Цинцинати (Огайо). Артиллеристов под командой майора Джорджа У. Хокли поддерживали четыре роты пехоты под командой капитана Генри Вакс Карнеса. Правое крыло войска составлял полк техасских регулярных войск под командой полковника Генри Милларда. Далеко со стороны правого фланга двигался отряд из 61 техасского всадника под командой новоиспечённого полковника Мирабо Ламара (днём раньше он был всего лишь рядовым. Но благодаря отваге и находчивости, проявленных им в краткой стычке с мексиканцами 20 апреля он был незамедлительно повышен в звании до полковника, а впоследствии стал вторым президентом Техаса). Он собирался обойти левый фланг мексиканцев.
Техасская армия быстро и неслышно пересекла заросшую высокой травой равнину, остановившись всего в нескольких дюжинах ярдов от лагеря Санта-Анны. Внезапно с криками «Помни Аламо!» и «Помни Голиад!» техасцы атаковали лагерь. Они приблизились на расстояние в несколько ярдов к мексиканцам и открыли огонь. Воцарилось смятение. Армия Санта-Анны состояла в первую очередь из профессиональных солдат, приученных сражаться в рядах, ведя огонь в шеренгах по противнику. Большинство из них оказались неготовыми и даже невооружёнными перед этой внезапной атакой. Генерал Мануэль Фернандес Кастрильон отчаянно пытался организовать хоть какое-то подобие организованного сопротивления, но вскоре пал под выстрелами и погиб. Его подчинённых охватила паника, и они обратились в бегство, линия мексиканской обороны быстро развалилась.
Сотни деморализованных и приведённых в смятение мексиканцев были разбиты наголову, множество обратилось в бегство вдоль берега реки. Часть солдат сплотилась и попыталась дать отпор техасцам, но из-за своей неподготовленности они остались с недостаточным снаряжением перед лицом отлично экипированных техасских повстанцев в рукопашном бою. Генерал Хуан Альмонте командовал остатками боеспособных и сопротивляющихся сил, но вскоре с 400 людьми вынужден был сдаться Раску. Остаток когда-то гордой армии Санта-Анны погрузился в хаос.
Во время краткой, но ожесточённой битвы Хьюстону прострелили левую лодыжку, а Санта-Анна сбежал. В течение 18-минутного боя техасская армия одержала ошеломляющую победу. Мексиканцы потеряли 630 человек убитыми, 208 ранеными и 730 пленными.

## После боя
Сбежавший в ходе битвы Санта-Анна снял свою богато украшенную форму и переоделся в мундир рядового драгуна, чтобы избежать обнаружения. На следующее утро на его поиски выслали партию, в составе который были Джеймс Сильвестр, Вашингтон Секрест, Сион Бостик и мистер Коул. К несчастью для Санта-Анны было широко известно, что он носит шёлковое белье. Кроме того, он имел глупость ответить на обращение «El Presidente». Благодаря этому техасцы точно знали, кого они захватили. Несмотря на Голиадскую резню, осуществленную по приказу Санта Анны, Хьюстон пощадил его жизнь и предпочёл вступить с ним в сделку, заключив соглашение о прекращении военных действий и вывода с территории Техаса оставшихся мексиканских войск.
14 мая 1836 года Санта-Анна подписал Веласкские соглашения, в которых он согласился вывести свои войска с «земель Техаса» и получил в обмен сопровождение для своего безопасного возвращения в Мехико, для того, чтобы добиваться признания новой техасской республики. Однако техасцы не выполнили свою часть соглашения: Санта-Анна 6 месяцев содержался, как военнопленный, и в конце был доставлен в Вашингтон. За это время мексиканское правительство отреклось от Санта-Анны, соответственно, он уже не обладал правом подписывать какие-то соглашения от имени Мексики. В Вашингтоне Санта-Анна встретился с президентом Эндрю Джексоном. В начале 1837 года Санта-Анна вернулся в Мексику навстречу своему позору. Независимость Техаса считалась совершившимся фактом (fait accompli), хотя Мексика и не признавала её официально вплоть до подписания договора Гвадалупе-Идальго, завершившего американо-мексиканскую войну в 1848 году.

## Легенда о жёлтой розе
Было хорошо известно, что в ходе кампании Санта-Анна посылал своих адъютантов на поиски красивых женщин, чтобы арестовывать их и использовать для своего удовольствия. Согласно легенде, он развлекался с мулаткой по имени Эмили Морган во время начала орудийного обстрела. Позднее была написана песня «The Yellow Rose of Texas» (Жёлтая роза Техаса), посвящённая роли, которую сыграла Эмили Морган в данной битве. Нет никаких источников, подтверждающих эту историю, и сейчас она не признаётся историками.

## Память
Последний из участников битвы со стороны техасцев, Альфонсо Стил, умер 8 июля 1911 года в возрасте 94 лет. Портрет Стила висит в зале заседаний сената в Капитолии штата Техас. Памяти Стила посвящён придорожный парк в округе Лаймстоун, Техас.
Ещё один парк, государственный исторический парк Сан-Хасинто, служит напоминанием о битве и включает Монумент Сан-Хасинто — наиболее высокую мемориальную колонну в мире (172.92 м). Парк расположен недалеко от г. Дир-Парк, в 25 милях (40 км) к востоку от деловой части Хьюстона. Надпись на монументе гласит:

Если судить по результатам битвы, то битва при Сан-Хасинто одна из самых результативных битв в истории. Здесь была завоёвана свобода Техаса (не бывшего ещё к тому времени частью Соединённых Штатов) от Мексики. Мексикано-американская война привела к приобретению Соединёнными Штатами территорий штатов Техаса, Нью-Мексико, Аризоны, Невады, Калифорнии, Юты и части территорий Колорадо, Вайоминга, Канзаса и Оклахомы. Почти треть нынешней территории американской нации, около миллиона квадратных миль территории поменяла власть.
- Битва при Сан-Хасинто показана в сериале Восстание Техаса[англ.] (2015).
- В составе флотов США и Техаса были корабли, названные в честь битвы: Техасский транспорт «Сан-Хасинто» и корабль ВМФ США «Сан-Хасинто».
- Каждый год в апреле в день Сан-Хасинто, в парке Сан-Хасинто проводится фестиваль и показательное сражение[5].
- В XX веке штат Техас возвёл разнообразные памятники и исторические вехи, отмечающие путь и лагеря армии Хьюстона на пути её марша к Сан-Хасинто.
- В сентябре 2012 года Законом № 808 индейцы-герои битвы были признаны Национальными героями Никарагуа[6].